# Myrsine seguinii
Myrsine seguinii H.Lév. – gatunek roślin z rodziny pierwiosnkowatych (Primulaceae). Występuje naturalnie w Mjanmie, Tajlandii, Kambodży, Wietnamie, Chinach (w prowincjach Anhui, Fujian, Guangdong, Hajnan, Hubei, Hunan, Jiangxi, Junnan, Kuangsi, Kuejczou, Syczuan i Zhejiang oraz Tybecie), na Tajwanie i w Japonii. 

## Morfologia

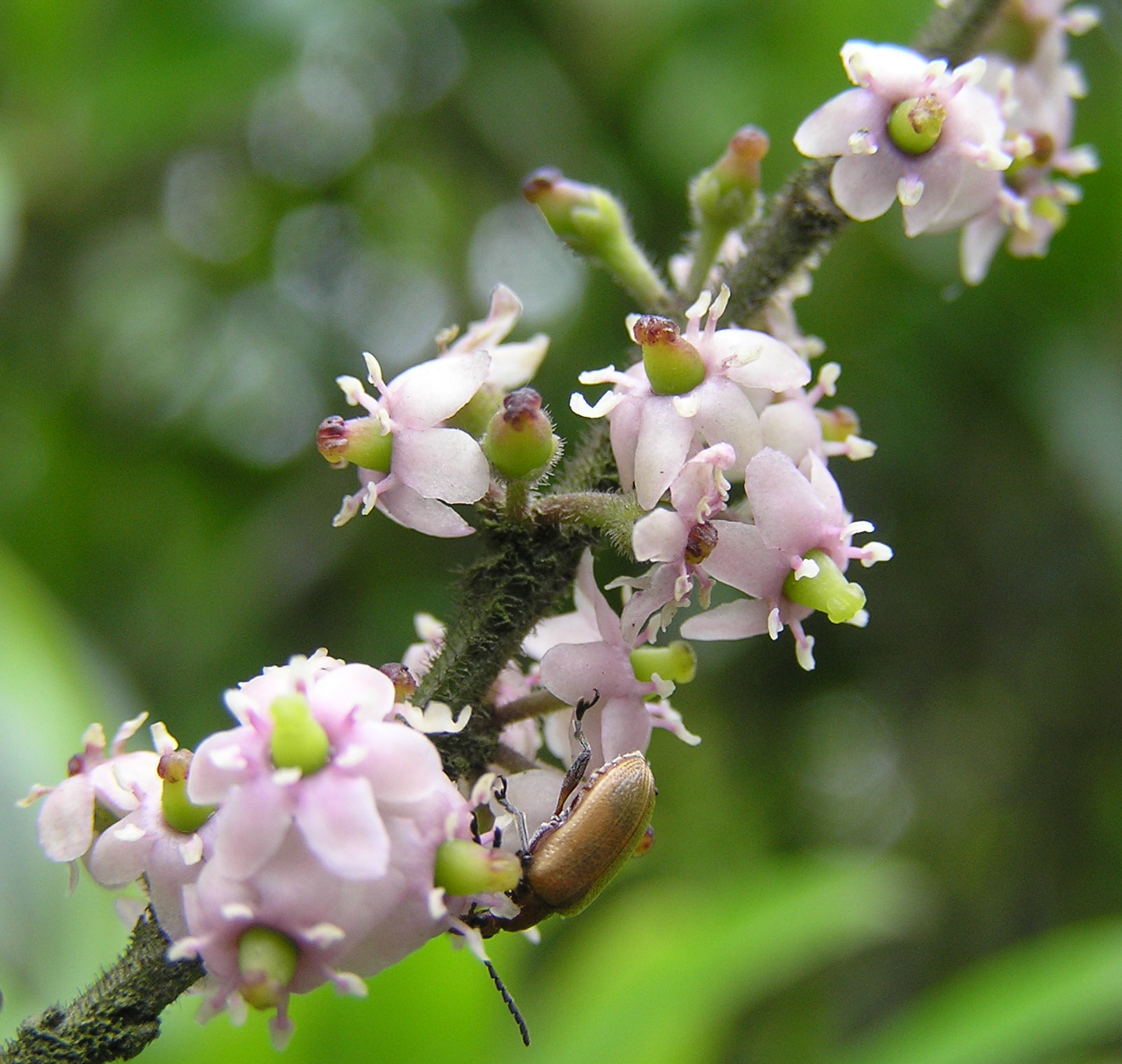
Kwiaty

PokrójZimozielone drzewo lub krzew. Dorastające do 2–12 m wysokości.
LiścieBlaszka liściowa jest skórzasta i ma równowąsko lancetowaty lub równowąski kształt. Mierzy 7–17 cm długości oraz 1,3–6 cm szerokości, jest całobrzega, ma klinową nasadę i ostry wierzchołek. Ogonek liściowy jest nagi i ma 9–15 mm długości.
KwiatyZebrane w pęczkach wyrastających z kątów pędów. Mają 5 działek kielicha o owalnym kształcie i dorastające do 1 mm długości. Płatków jest 5, są owalne lub eliptyczne i mają białą lub zielonkawą barwę oraz 3–4 mm długości.
OwocePestkowce mierzące 4-5 mm średnicy, o kulistym kształcie i czarnej barwie.

## Biologia i ekologia
Rośnie w lasach i zaroślach. Występuje na wysokości do 2400 m n.p.m.